# Астрагаломантия
Астрагаломантия (др.-греч. ἀστραγαλομαντεία от ἀστράγᾰλος — игральная кость, и μαντεία — гадание) — гадание с помощью кубических косточек, на каждой стороне которых была вырезана одна буква (или цифра); косточки выбрасывали по одной и из букв складывали слова, означавшие решение заданного вопроса, подобно тому, как при спиритических сеансах употребляется самопишущий карандаш. 
В древности устроены были астрагаломантические прорицалища при храме Геркулеса в Ахелии и близ Падуи оракул Гериона. В старину астрагалы изготавливались из костей овец и коз; в ходе археологических изысканий в Средиземноморье и на Ближнем Востоке гадальные кости находили на местах захоронений и религиозных сооружений язычников. Так, например, астрагалы, найденные возле алтаря Афродиты Урании в Афинах, были изготовлены приблизительно в пятисотом году до нашей эры.
Астрагаломантия, вследствие своей простоты и доступности, являлась гаданием простолюдинов и потому не получила в Европе признания, как высокое предсказательное искусство; в отличие от Тибета, где этот метод был подробно расписан в специализированных пособиях, которые европейцы стали переводить относительно недавно.